# Wilhelm Schmidt (Bankier)
Wilhelm Schmidt (* 23. Oktober 1892 in Wunsiedel; † 8. Juli 1958 in Bad Wiessee) war ein deutscher Privatbankier und zuletzt geschäftsführender Gesellschafter der Schmidtbank in Hof.

## Leben
Schmidt entstammt einer Kaufmanns- und Tuchmacherfamilie in Wunsiedel. Sein Urgroßvater, Christian Karl Matthäus Schmidt, gründete 1828 einen Warenhandel und später ein Geldgeschäft, die nachmalige Schmidtbank. Wilhelm Schmidt war ein Sohn des Bankiers und geheimen Kommerzienrats Karl Schmidt und seiner Frau Katharina, geb. König. Nach dem Abitur, das er 1911 am Gymnasium in Hof ablegte, leistete er 1911/12 seinen Dienst als Einjährig-Freiwilliger bei der Feldartillerie. Anschließend studierte er Rechtswissenschaften an der Universität München und wurde dort Mitglied des Corps Franconia. Das Sommersemester 1914 verbrachte er an der Universität Bordeaux. Nach Ausbruch des Ersten Weltkriegs begab er sich über die Schweiz zurück nach Deutschland und rückte noch im August 1914 als Reserveoffizier an die Westfront aus. Im Februar 1917 wurde er zu einer Luftschifferabteilung kommandiert. Im Oktober 1917 wurde er Führer eines Ballonzuges. Nach schwerer Verwundung in Flandern (September 1918) kehrte er in die Heimat zurück. Nach dem Krieg setzte Schmidt sein Studium in München fort. Er bestand 1919 das Universitätsexamen und wurde 1920 in Würzburg zum Dr. jur. et rer. pol. promoviert. 1921 absolvierte er das Staatsexamen. Praktische Tätigkeiten bei Banken in München und Berlin schlossen seine Ausbildung ab. 1923 trat er als Gesellschafter in die Schmidtbank in Hof ein. 1957 konnte er in Nürnberg die 51. Filiale des Unternehmens einweihen.
Schmidt war Mitglied des Hauptausschusses des Bundesverbandes des privaten Bankgewerbes in Köln, des Arbeitsausschusses des Verbandes der privaten Kreditinstitute in Bayern, der Vollversammlung der Industrie- und Handelskammer in Oberfranken, Aufsichtsrat der Bayerischen Handelsbank und der Porzellanfabrik Hutschenreuther sowie Mitglied des Verwaltungsrats der Union-Investmentgesellschaft (Frankfurt am Main).

## Auszeichnungen
- Eisernes Kreuz II. und I. Klasse
- Bayerischer Militärverdienstorden IV. Klasse mit Schwertern
- 1953: Bundesverdienstkreuz (Steckkreuz)